# Hirakawa
Hirakawa (jap. 平川市 Hirakawa-shi) – miasto w północnej Japonii, na wyspie Honsiu. Znajduje się w prefekturze Aomori. Miasto ma powierzchnię 346,01 km². W 2020 r. mieszkało w nim 30 567 osób, w 10 015 gospodarstwach domowych  (w 2010 r. 33 764 osoby, w 10 039 gospodarstwach domowych) .

## Geografia
Miasto położone jest w południowo-środkowej części prefektury, na północny zachód od jeziora Towada. Zajmuje powierzchnię 346,01 km².
Przez Hirakawę przebiegają linie kolejowe Ōu-honsen i Kōnan-sen, autostrada Tōhoku Jidōsha-dō oraz drogi 7, 102, 182 i 454.

Hirakawa w prefekturze Aomori

## Demografia
Według danych z kwietnia 2014 roku miasto zamieszkiwało 33 061 osób, w tym 15 501 mężczyzn i 17 560 kobiet, tworzących 11 633 gospodarstw domowych.
| 1995   | 2000   | 2005   | 2010   | 2015   | 2020   |
| ------ | ------ | ------ | ------ | ------ | ------ |
| 36 876 | 36 454 | 35 336 | 33 764 | 32 106 | 30 567 |